# آنتنینا (سوآنیرانا ایوونگو)
آنتنینا (به لاتین: Antenina) یک منطقهٔ مسکونی در ماداگاسکار است که در آنالانجیروفو واقع شده‌است. آنتنینا ۱۳٬۰۰۰ نفر جمعیت دارد و ۴۷۷ متر بالاتر از سطح دریا واقع شده‌است.